# Bad Gleichenberg
Bad Gleichenberg is een gemeente met 5303 inwoners (2023) in de Oostenrijkse deelstaat Stiermarken, gelegen in het district Südoststeiermark. Tot 2013 behoorde ze tot het district Feldbach. In 2015 werd Bad Gleichenberg uitgebreid met Bairisch-Kölldorf, Merkendorf en Trautmannsdorf in Oststeiermark. 
Bad Gleichenberg · Bad Radkersburg · Deutsch Goritz · Edelsbach bei Feldbach · Eichkögl · Fehring · Feldbach · Gnas · Halbenrain · Jagerberg · Kapfenstein · Kirchbach-Zerlach · Kirchberg an der Raab · Klöch · Mettersdorf am Saßbach · Mureck · Paldau · Pirching am Traubenberg · Riegersburg · Sankt Anna am Aigen · Sankt Peter am Ottersbach · Sankt Stefan im Rosental · Straden · Tieschen · Unterlamm
- Gemeinsame Normdatei: 4363511-8
- Library of Congress Control Number: n88249377
- Nationale Bibliotheek van Tsjechië: xx0178475
- Nationale Bibliotheek van Israël: 987007562634805171
- Virtual International Authority File: 136155552
- WorldCat: E39PBJbGTWWWTvBkVPGv6Mp9Dq